# Manono II
Manono II fue por nacimiento Gran Jefa de Maui en el Antiguo Hawái, y Reina consorte de Hawái, como esposa del Rey Kamehameha El Grande.: 108 

## Biografía
Su padre era el Gran Jefe Kekuamanoha de Maui y su madre era la Gran Jefa Kalola-a-Kumukoʻa de la Isla de Hawái.
Manono era la hermana de la Gran Jefa Kahakuhaʻakoi Wahinepio de Maui (posteriormente, Reina consorte de Hawái) y del Gran Jefe William Pitt Kalanimoku de Maui (posteriormente, primer ministro del Reino de Hawái).
Su marido también era el Gran Jefe Keaoua Kekuaokalani de Kohala.
Ella luchó con su marido en la Batalla de Kuamoʻo, donde ambos defendieron el antiguo sistema kapu. Ella pidió clemencia y piedad para ellos, pero finalmente los mataron.

## Etimología de su nombre
Manono es un nombre hawaiiano tomado de varias especies de plantas de la familia Rubiaceae.
| Predecesor: Título de nueva creación | Reina consorte de Hawái 1809 – 1819 | Sucesor: Kamāmalu |